# John Carter (politico statunitense)
John Rice Carter (Houston, 6 novembre 1941) è un politico statunitense, membro della Camera dei Rappresentanti per lo stato del Texas.

## Biografia
Nato a Houston, Carter si laureò in legge e dopo gli studi lavorò come avvocato e giudice. Entrato in politica con il Partito Repubblicano, nel 2002 si candidò alla Camera dei Rappresentanti per un seggio di nuova creazione, riuscendo a farsi eleggere. Da allora Carter continuò ad essere rieletto con elevate percentuali di voto. Ideologicamente è considerato un conservatore. Dal matrimonio con Erika, ha avuto quattro figli.